# Iglesia de San José Patriarca (Nardò)
La iglesia de San Giuseppe Patriarca es una iglesia en el centro histórico de Nardò, en la provincia de Lecce. Construido en 1758, se encuentra en el lugar donde desde 1625 la antigua cofradía de San Giuseppe tenía su sede religiosa.

## Descripción
La iglesia fue construida sobre una estructura preexistente, que data del siglo XVI, de modestas dimensiones con oratorio y sacristía. El edificio, terminado en tiempos del obispo Petruccelli, como indica la inscripción en el portal de entrada, está muy influenciado por el panorama arquitectónico de Lecce, en particular la iglesia de San Mateo y su fachada de tambor, claramente de origen borrominiano. 
El edificio actual de la iglesia presenta una fachada compuesta por un gran y esbelto puesto semicircular, con una artística ventana en el medio y la inscripción en grandes caracteres DE DOMO DAVID, lema de la cofradía que sostiene la iglesia: a la izquierda se levanta un pequeño campanario. El interior es de planta octogonal, sencilla en proporciones y líneas que se cruzan en los bordados del altar mayor, realzado por un valioso bajorrelieve, de autor desconocido, que representa la Huida a Egipto, hay tres altares barrocos de piedra con grandes retablos sobre lienzo que representan a San José, en el principal, en el de la derecha San Apolonio y un segundo pequeño lienzo con la imagen de Santa Águeda, en el de la izquierda San Oronzo y un segundo lienzo con la imagen de San Agustín. Otras dos pinturas sobre lienzo, colocadas sobre columnas, representan el Tránsito Bendito y las Bodas de San José . Sobre las columnas que sostienen la bóveda se encuentran las cuatro representaciones de los evangelistas, mientras que, sobre el púlpito, están pintadas las imágenes de la Virgen con el Niño y el Nacimiento de Jesús adorado por los Reyes Magos .Junto a la iglesia se encuentra el oratorio y sala de reuniones de la Cofradía, con un altar dedicado a las SS. Crucifijo, con cruz de madera y simulacro de papel maché de Jesús Crucificado, San Juan Evangelista y Magdalena a sus pies.